# Parafia Narodzenia Najświętszej Maryi Panny w Wielowsi
Parafia Narodzenia Najświętszej Maryi Panny w Wielowsi – parafia rzymskokatolicka w dekanacie Ścinawa w diecezji legnickiej.  Erygowana w 1958.